# Мариане
Мариа́не (Конгрегация Непорочного зачатия Пресвятой Девы Марии, лат.  Congregatio Clericorum Marianorum sub titulo Immaculatae Conceptionis Beatissimae Virginia Mariae, M.I.C.) — католическая мужская монашеская конгрегация, основанная в Польше в 1670 году святым Станиславом Папчинским.

## Организация
По данным на 2017 год конгрегация насчитывала 447 членов, из них 322 священника. Конгрегации принадлежит 63 обители.
Девиз мариан: «За Христа и Церковь!» (лат. Pro Christo et Ecclesia)

## История

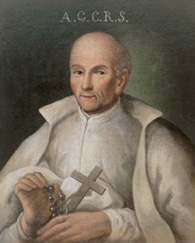
Основатель конгрегации святой С. Папчинский

Мариане были основаны в Польше священником из ордена пиаристов Станиславом Папчинским. Датой создания ордена считается 1670 год, в 1699 году устав мариан был одобрен Святым Престолом. Целями нового ордена были распространение почитание Богородицы, просветительская работа, помощь епархиальному духовенству в пастырской работе на приходах. Особое внимание миссии ордена уделяли обучению юношества и борьбе с пьянством. Устав ордена был весьма суровым, монахи много времени уделяли молитве, чтению духовной литературы и аскетическим практикам.
В XVIII веке орден развивался, миссии мариан были основаны в нескольких европейских странах, однако в XIX веке после разделов Речи Посполитой орден был фактически уничтожен. После польского восстания 1863—1864 годов царское правительство распустило последние обители мариан (последний монастырь в Мариямполе был закрыт в 1865 году), многие священники были репрессированы, немногочисленные общины продолжали существовать в подполье. Репрессиям подверглись общины ордена и в других европейских странах, так, в 1834 году антиклерикальное португальское правительство закрыло все монастыри мариан.
Успешная попытка возродить мариан была предпринята в начале XX века профессором духовной академии Санкт-Петербурга, впоследствии епископом, блаженным Георгием Матулайтисом (Матулевичем). Он подготовил новую конституцию мариан, которая предусматривала преобразование ордена в конгрегацию и учитывала при этом обстоятельства жизни подпольных религиозных общин. Папа Пий X одобрил конституцию 15 сентября 1910 года.
После обретения Польшей и Литвой независимости в 20-х годах XX века мариане получили долгожданную свободу деятельности. В 1927 году число мариан превысило 300 человек. В настоящее время обители ордена существуют в Польше, Литве, Латвии, Белоруссии, Казахстане, на Украине, в Словакии, в некоторых странах Западной Европы и Латинской Америки.

## Известные мариане, работавшие вРусском апостолате
- епископ Бучис, Пётр
- епископ Андрей (Катков)
- Абрантович, Фабиан, архимандрит
- Братко, Николай, священник
- Брянчанинов, Георгий, архимандрит
- Валпитрс, Бронислав, священник
- Подзява, Фома, священник
- Германович, Иосиф, священник
- Цикото, Андрей, архимандрит